# اهرب معنا (أغنية)
أركض معنا" أو "أهرب معنا" "(بالإنجليزية: Run With Us)‏" هو عنوان أغنية لمسلسل كرتون تلفزيوني من إنتاج كندي عُرض في الثمانينات باسم "الراكون". سُجِلت الأغنية في الأصل من قبل ستيف لونت لأول موسم من المسلسل لكن تم تسجيل الأغنية بعد فترة من قبل ليزا لويد التي ارتبطت بها الأغنية أكثر حيث صدرت في ألبومها الغنائي الأول "إيفرغرين نايتس"، وتم عرضها في نهاية كل حلقة من الراكون بداية من الموسم الثاني حتى نهاية المسلسل في عام 1991.
في عام 2006، سجلت فرقة فرقة «سبراي» الإنجليزية الأغنية؛ في عام 2011، تم اعتماد «أركض معنا» كأُغنية ختامية لفيلم «متشرد ببندقية صيد» للمخرج الكندي «جيسون آيزنر» بطولة الممثل الهولندي راتغر هاور، حيث عرض الفيلم مجموعة من الأغاني والأفلام التي تعود للثمانينات كتقدير لتلك الفترة التي نشأ فيها المخرج.

## اقرأ أيضاً
إيفرغرين نايتس (البوم غنائي)
ليزا لويد